# 奧蘭治堡縣
奧蘭治堡县（英語：Orangeburg County）是美国南卡罗来纳州中部的一個郡，面積2,922平方公里。根據2020年美國人口普查，共有人口84,223人。縣治奧蘭治堡。該縣成立於1769年，郡名取自奧蘭治的威廉三世。

## 外部連結
- 维基共享资源上的相關多媒體資源：奧蘭治堡縣

1. ↑  .   [September 7, 2022]. （原始内容存档于2022-09-08）.